# Silke Böschen
Silke Böschen (* 1969 in Bremerhaven) ist eine deutsche Journalistin, Fernsehmoderatorin und Schriftstellerin.

## Leben
Böschen legte 1989 ihr Abitur am Schulzentrum Geschwister Scholl in Bremerhaven ab. Nach einem zweijährigen Volontariat bei der Nordsee-Zeitung nahm sie 1993 ein Studium der Journalistik und Politikwissenschaft an der Technischen Universität Dortmund auf, welches sie 1998 als Diplom-Journalistin beendete. Bereits während ihres Studiums war sie 1992/93 als Redakteurin bei der Nordsee-Zeitung tätig.
Von 1997 bis 2001 war sie als freie Autorin für verschiedene Medien in den Bereichen Nachrichten, Wirtschaft und Sport tätig, so unter anderem für n-tv und den Westdeutschen Rundfunk. Als Moderatorin und Reporterin begann sie im Juni 1998 für den Ostdeutschen Rundfunk Brandenburg am Standort Potsdam zu arbeiten, von Juni 1999 bis März 2001 war sie zudem als Sportmoderatorin für die Deutsche Welle in Berlin tätig. Für die ARD war sie von Januar 2001 bis September 2006 als Moderatorin der Sportschau und des Sportblocks in den Tagesthemen tätig. Nach der Fusionierung des Ostdeutschen Rundfunk Brandenburg und dem Sender Freies Berlin war Böschen ab Mai 2003 auch für den Rundfunk Berlin-Brandenburg tätig. Für den rbb moderierte sie die Sportsendung Sportplatz, ab November 2003 rbb um 6 sowie ab Januar 2005 die Spätnachrichten von rbb aktuell und war ab August 2006 als Moderatorin des Magazins Klartext tätig. Von November 2006 an moderierte sie zudem Kontraste. Vor der Geburt ihrer ersten Tochter verließ sie den rbb Anfang 2009.
Seit 2014 ist Böschen freiberuflich als Fernsehjournalistin, Schriftstellerin, Moderatorin und Trainerin tätig. Seit Anfang 2018 arbeitet sie als Reporterin und Autorin für n-tv, Ende 2018 war sie zudem kurzzeitig als Autorin und Reporterin für das Hamburg Journal des Norddeutschen Rundfunks tätig. 2019, 2021 und 2024 erschienen ihre Romane der Trilogie Träume von Freiheit im Gmeiner-Verlag.
Böschen ist verheiratet und Mutter von zwei Töchtern, sie lebt in Hamburg.

## Werke
- Träume von Freiheit – Flammen am Meer. Gmeiner, Meßkirch 2019, ISBN 978-3-8392-2464-9.
- Träume von Freiheit – Ferner Horizont. Gmeiner, Meßkirch 2021, ISBN 978-3-8392-2863-0.
- Träume von Freiheit – Fünftausend Fasane für den Kaiser. Gmeiner, Meßkirch 2024, ISBN 978-3-8392-0653-9.